# Zwackau

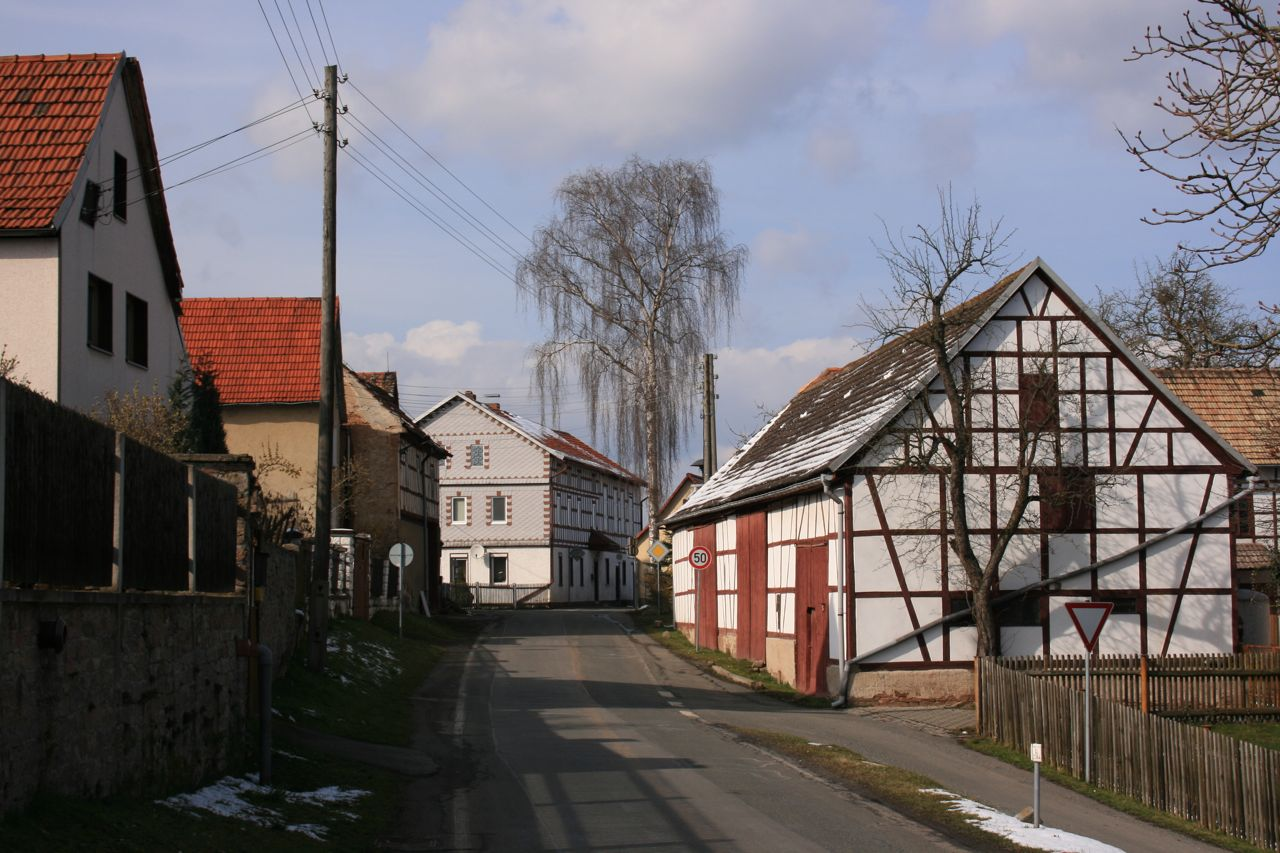
Straßenbild in Zwackau

Zwackau ist ein Ortsteil der Gemeinde Rosendorf im Saale-Orla-Kreis in Thüringen.

## Geografie
Zwackau liegt an der Landesstraße 2364, die von Lippersdorf-Erdmannsdorf auf die Bundesstraße 281 westlich der Bundesautobahn 9 bei Triptis führt. Vom Dorf bis Triptis sind etwa 9 km Entfernung.  Der Ort befindet sich auf einer Hochebene der Saale-Elster-Buntsandsteinplatte von Feldern, Wiesen und dann von Wald umgeben.
Mit der Linie 832 der KomBus hat Zwackau Anschluss an die Städte Neustadt an der Orla und Triptis.

## Geschichte
Die urkundliche Ersterwähnung erfolgte 1378. Im Ort befindet sich eine denkmalgeschützte Kirche. Land- und Forstwirtschaft prägten und prägen den Ort. Die Bauern mussten in den 1950er Jahren auch den Weg der Kollektivierung ihrer Höfe gehen und fanden nach der Wende neue Formen der Landarbeit.